# Giải vô địch bóng đá U-17 châu Âu
Giải vô địch bóng đá U-17 châu Âu (tiếng Anh: UEFA European Under-17 Championship) là giải bóng đá được tổ chức thường niên dành cho các đội tuyển bóng đá U-17 quốc gia thành viên của UEFA.
U-17 Tây Ban Nha là đội tuyển thi đấu thành công nhất khi đã vô địch giải đấu này đến 9 lần. Đức hiện đang là đương kim vô địch của giải đấu.

## Lịch sử và thể thức
| Năm tổ chức giải | Thể thức | Số đội tham dự |
| ---------------- | --- | -------------- |
| 1982–1984        | Bán kết, tranh hạng ba và chung kết | 4              |
| 1985–1992        | Bốn bảng mỗi bảng 4 đội, bán kết, tranh hạng ba và chung kết | 16             |
| 1993–2001        | Bốn bảng mỗi bảng 4 đội, tứ kết, bán kết, tranh hạng ba và chung kết                                                                                             | 16             |
| 2002             | Bốn bảng mỗi bảng 4 đội, tứ kết, bán kết, tranh hạng ba và chung kết                                                                                             | 16             |
| 2003–2006        | Hai bảng mỗi bảng 4 đội, bán kết, tranh hạng ba và chung kết | 8              |
| 2007–2014        | Hai bảng mỗi bảng 4 đội, bán kết, chung kết | 8              |
| 2015–2024        | Bốn bảng mỗi bảng 4 đội, tứ kết, play-offs giữa các đội thua ở trận tứ kết (chỉ tổ chức vào năm lẻ, để làm vòng loại FIFA U-17 World Cup), bán kết, và chung kết | 16             |
| 2025–            | Hai bảng mỗi bảng 4 đội, bán kết và chung kết | 8              |

Giải đấu hiện tại bao gồm 3 giai đoạn: vòng sơ loại, vòng loại và vòng chung kết. Giai đoạn đầu tiên diễn ra vào mùa thu năm trước, trong khi vòng loại được tổ chức vào mùa xuân. Những đội dẫn đầu của mỗi bảng vòng loại sẽ cùng với đội chủ nhà tham gia vòng chung kết, được khởi tranh vào tháng Năm. Cho đến khi giải đấu 1997, các cầu thủ sinh vào hoặc sau ngày 1 tháng 8 năm họ tròn 17 tuổi mới đủ điều kiện để thi đấu. Kể từ giải đấu năm 1998, giới hạn về ngày sinh đã được chuyển về ngày 1 tháng 1.

## Kết quả

### Giải vô địch bóng đá U-16 châu Âu (1982–2001)
| Năm           | Chủ nhà      | Trận chung kết                     | Trận chung kết | Trận chung kết | Trận tranh hạng 3 | Trận tranh hạng 3 | Trận tranh hạng 3 |
| Năm           | Chủ nhà      | Vô địch                            | Tỷ số          | Á quân         | Hạng 3            | Tỷ số             | Hạng 4            |
| ------------- | ------------ | ---------------------------------- | -------------- | -------------- | ----------------- | ----------------- | ----------------- |
| 1982 Chi tiết | Ý            | · Ý                                | 1–0            | · Tây Đức      | · Nam Tư          | 0–0 (4–2, pen)    | · Phần Lan        |
| 1984 Chi tiết | Tây Đức      | · Tây Đức                          | 2–0            | · Liên Xô      | · Anh             | 1–0               | · Nam Tư          |
| 1985 Chi tiết | Hungary      | · Liên Xô                          | 4–0            | · Hy Lạp       | · Tây Ban Nha     | 1–0               | · Đông Đức        |
| 1986 Chi tiết | Hy Lạp       | · Tây Ban Nha                      | 2–1            | · Ý            | · Liên Xô         | 1–1 (9–8, pen)    | · Đông Đức        |
| 1987 Chi tiết | Pháp         | · Ý · Chức vô địch không được trao | (1–0) 0–3      | · Liên Xô      | · Pháp            | 3–0               | · Thổ Nhĩ Kỳ      |
| 1988 Chi tiết | Tây Ban Nha  | · Tây Ban Nha                      | 0–0 (4–2) (p)  | · Bồ Đào Nha   | · Đông Đức        | 0–0 (5–4) (p)     | · Tây Đức         |
| 1989 Chi tiết | Đan Mạch     | · Bồ Đào Nha                       | 4–1            | · Đông Đức     | · Pháp            | 3–2               | · Tây Ban Nha     |
| 1990 Chi tiết | Đông Đức     | · Tiệp Khắc                        | 3–2 (s.h.p.)   | · Nam Tư       | · Ba Lan          | 3–2               | · Bồ Đào Nha      |
| 1991 Chi tiết | Thụy Sĩ      | · Tây Ban Nha                      | 2–0            | · Đức          | · Hy Lạp          | 1–1 (5–4) (p)     | · Pháp            |
| 1992 Chi tiết | Síp          | · Đức                              | 2–1            | · Tây Ban Nha  | · Ý               | 1–0               | · Bồ Đào Nha      |
| 1993 Chi tiết | Thổ Nhĩ Kỳ   | · Ba Lan                           | 1–0            | · Ý            | · Tiệp Khắc       | 2–1               | · Pháp            |
| 1994 Chi tiết | Ireland      | · Thổ Nhĩ Kỳ                       | 1–0            | · Đan Mạch     | · Ukraina         | 2–0               | · Áo              |
| 1995 Chi tiết | Bỉ           | · Bồ Đào Nha                       | 2–0            | · Tây Ban Nha  | · Đức             | 2–1 (s.h.p.)      | · Pháp            |
| 1996 Chi tiết | Áo           | · Bồ Đào Nha                       | 1–0            | · Pháp         | · Israel          | 3–2               | · Hy Lạp          |
| 1997 Chi tiết | Đức          | · Tây Ban Nha                      | 0–0 (5–4) (p)  | · Áo           | · Đức             | 3–1               | · Thụy Sĩ         |
| 1998 Chi tiết | Scotland     | · Cộng hòa Ireland                 | 2–1            | · Ý            | · Tây Ban Nha     | 2–1               | · Bồ Đào Nha      |
| 1999 Chi tiết | Cộng hòa Séc | · Tây Ban Nha                      | 4–1            | · Ba Lan       | · Đức             | 2–1               | · Séc             |
| 2000 Chi tiết | Israel       | · Bồ Đào Nha                       | 2–1 (s.h.p.)   | · Séc          | · Hà Lan          | 5–0               | · Hy Lạp          |
| 2001 Chi tiết | Anh          | · Tây Ban Nha                      | 1–0            | · Pháp         | · Croatia         | 4–1               | · Anh             |

### Giải vô địch bóng đá U-17 châu Âu (từ năm 2002)
| Năm           | Chủ nhà       | Trận chung kết                            | Trận chung kết                            | Trận chung kết                            | Trận tranh hạng 3                         | Trận tranh hạng 3                         | Trận tranh hạng 3                         |
| Năm           | Chủ nhà       | Vô địch                                   | Tỷ số                                     | Á quân                                    | Hạng 3                                    | Tỷ số                                     | Hạng 4                                    |
| ------------- | ------------- | ----------------------------------------- | ----------------------------------------- | ----------------------------------------- | ----------------------------------------- | ----------------------------------------- | ----------------------------------------- |
| 2002 Chi tiết | Đan Mạch      | · Thụy Sĩ                                 | 0–0 (4–2) (s.h.p.)                        | · Pháp                                    | · Anh                                     | 4–1                                       | · Tây Ban Nha                             |
| 2003 Chi tiết | Bồ Đào Nha    | · Bồ Đào Nha                              | 2–1                                       | · Tây Ban Nha                             | · Áo                                      | 1–0                                       | · Anh                                     |
| 2004 Chi tiết | Pháp          | · Pháp                                    | 2–1                                       | · Tây Ban Nha                             | · Bồ Đào Nha                              | 4–4 (3–2) (p)                             | · Anh                                     |
| 2005 Chi tiết | Ý             | · Thổ Nhĩ Kỳ                              | 2–0                                       | · Hà Lan                                  | · Ý                                       | 2–1 (s.h.p.)                              | · Croatia                                 |
| 2006 Chi tiết | Luxembourg    | · Nga                                     | 2–2 (5–3) (p)                             | · Séc                                     | · Tây Ban Nha                             | 1–1 (3–2) (p)                             | · Đức                                     |
| Năm           | Chủ nhà       | Trận chung kết                            | Trận chung kết                            | Trận chung kết                            | Đội thua ở trận bán kết (1)               | Đội thua ở trận bán kết (1)               | Đội thua ở trận bán kết (1)               |
| Năm           | Chủ nhà       | Vô địch                                   | Tỷ số                                     | Á quân                                    | Đội thua ở trận bán kết (1)               | Đội thua ở trận bán kết (1)               | Đội thua ở trận bán kết (1)               |
| 2007 Chi tiết | Bỉ            | · Tây Ban Nha                             | 1–0                                       | · Anh                                     | Bỉ và Pháp                                | Bỉ và Pháp                                | Bỉ và Pháp                                |
| 2008 Chi tiết | Thổ Nhĩ Kỳ    | · Tây Ban Nha                             | 4–0                                       | · Pháp                                    | Hà Lan và Thổ Nhĩ Kỳ                      | Hà Lan và Thổ Nhĩ Kỳ                      | Hà Lan và Thổ Nhĩ Kỳ                      |
| 2009 Chi tiết | Đức           | · Đức                                     | 2–1 (s.h.p.)                              | · Hà Lan                                  | Ý và Thụy Sĩ                              | Ý và Thụy Sĩ                              | Ý và Thụy Sĩ                              |
| 2010 Chi tiết | Liechtenstein | · Anh                                     | 2–1                                       | · Tây Ban Nha                             | Pháp và Thổ Nhĩ Kỳ                        | Pháp và Thổ Nhĩ Kỳ                        | Pháp và Thổ Nhĩ Kỳ                        |
| 2011 Chi tiết | Serbia        | · Hà Lan                                  | 5–2                                       | · Đức                                     | Đan Mạch và Anh                           | Đan Mạch và Anh                           | Đan Mạch và Anh                           |
| 2012 Chi tiết | Slovenia      | · Hà Lan                                  | 1–1 (5–4) (p)                             | · Đức                                     | Gruzia và Ba Lan                          | Gruzia và Ba Lan                          | Gruzia và Ba Lan                          |
| 2013 Chi tiết | Slovakia      | · Nga                                     | 0–0 (5–4) (p)                             | · Ý                                       | Slovakia và Thụy Điển                     | Slovakia và Thụy Điển                     | Slovakia và Thụy Điển                     |
| 2014 Chi tiết | Malta         | · Anh                                     | 1–1 (4–1) (p)                             | · Hà Lan                                  | Bồ Đào Nha và Scotland                    | Bồ Đào Nha và Scotland                    | Bồ Đào Nha và Scotland                    |
| 2015 Chi tiết | Bulgaria      | · Pháp                                    | 4–1                                       | · Đức                                     | Bỉ và Nga                                 | Bỉ và Nga                                 | Bỉ và Nga                                 |
| 2016 Chi tiết | Azerbaijan    | · Bồ Đào Nha                              | 1–1 (5–4) (p)                             | · Tây Ban Nha                             | Đức và Hà Lan                             | Đức và Hà Lan                             | Đức và Hà Lan                             |
| 2017 Chi tiết | Croatia       | · Tây Ban Nha                             | 2–2 (4–1) (p)                             | · Anh                                     | Đức và Thổ Nhĩ Kỳ                         | Đức và Thổ Nhĩ Kỳ                         | Đức và Thổ Nhĩ Kỳ                         |
| 2018 Chi tiết | Anh           | · Hà Lan                                  | 2–2 (4–1) (p)                             | · Ý                                       | Bỉ và Anh                                 | Bỉ và Anh                                 | Bỉ và Anh                                 |
| 2019 Chi tiết | Ireland       | · Hà Lan                                  | 4–2                                       | · Ý                                       | Pháp và Tây Ban Nha                       | Pháp và Tây Ban Nha                       | Pháp và Tây Ban Nha                       |
| 2020 Chi tiết | Estonia       | Bị huỷ do ảnh hưởng của đại dịch COVID-19 | Bị huỷ do ảnh hưởng của đại dịch COVID-19 | Bị huỷ do ảnh hưởng của đại dịch COVID-19 | Bị huỷ do ảnh hưởng của đại dịch COVID-19 | Bị huỷ do ảnh hưởng của đại dịch COVID-19 | Bị huỷ do ảnh hưởng của đại dịch COVID-19 |
| 2021 Chi tiết | Síp           | Bị huỷ do ảnh hưởng của đại dịch COVID-19 | Bị huỷ do ảnh hưởng của đại dịch COVID-19 | Bị huỷ do ảnh hưởng của đại dịch COVID-19 | Bị huỷ do ảnh hưởng của đại dịch COVID-19 | Bị huỷ do ảnh hưởng của đại dịch COVID-19 | Bị huỷ do ảnh hưởng của đại dịch COVID-19 |
| 2022 Chi tiết | Israel        | · Pháp                                    |                                           | · Hà Lan                                  | Bồ Đào Nha và Serbia                      | Bồ Đào Nha và Serbia                      | Bồ Đào Nha và Serbia                      |
| 2023 Chi tiết | Hungary       | · Đức                                     |                                           | · Pháp                                    | Ba Lan và Tây Ban Nha                     | Ba Lan và Tây Ban Nha                     | Ba Lan và Tây Ban Nha                     |
| 2024 Chi tiết | Síp           | · Ý                                       |                                           | · Bồ Đào Nha                              | Đan Mạch và Serbia                        | Đan Mạch và Serbia                        | Đan Mạch và Serbia                        |
| 2025 Chi tiết | Albania       | · Bồ Đào Nha                              |                                           | · Pháp                                    | Bỉ và Ý                                   | Bỉ và Ý                                   | Bỉ và Ý                                   |
| 2026 Chi tiết | Estonia       |                                           |                                           |                                           |                                           |                                           |                                           |
| 2027 Chi tiết | Latvia        |                                           |                                           |                                           |                                           |                                           |                                           |

1 Không có trận tranh hạng 3 kể từ năm 2007

### Các đội lọt vào top 4
| Quốc gia         | Vô địch                                                  | Á quân                                 | Hạng 3(1)            | Hạng 4(1)            | Bán kết(1)                 | Top 4 |
| ---------------- | -------------------------------------------------------- | -------------------------------------- | -------------------- | -------------------- | -------------------------- | ----- |
| Tây Ban Nha      | 9 (1986, 1988, 1991, 1997, 1999, 2001, 2007, 2008, 2017) | 6 (1990, 1995, 2003, 2004, 2010, 2016) | 3 (1985, 1998, 2006) | 2 (1989, 2002)       | 2 (2019, 2023)             | 22    |
| Bồ Đào Nha       | 7 (1989, 1995, 1996, 2000, 2003, 2016, 2025)             | 2 (1988, 2024)                         | 1 (2004)             | 3 (1990, 1992, 1998) | 2 (2014, 2022)             | 15    |
| Đức(2)           | 4 (1984, 1992, 2009, 2023)                               | 5 (1982, 1991, 2011, 2012, 2015)       | 3 (1995, 1997, 1999) | 2 (1988, 2006)       | 2 (2016, 2017)             | 16    |
| Hà Lan           | 4 (2011, 2012, 2018, 2019)                               | 4 (2005, 2009, 2014, 2022)             | 1 (2000)             |                      | 2 (2008, 2016)             | 11    |
| Pháp             | 3 (2004, 2015, 2022)                                     | 6 (1996, 2001, 2002, 2008, 2023, 2025) | 2 (1987, 1989)       | 3 (1991, 1993, 1995) | 3 (2007, 2010, 2019)       | 17    |
| Nga(3)           | 3 (1985, 2006, 2013)                                     | 2 (1984, 1987)                         | 1 (1986)             |                      | 1 (2015)                   | 7     |
| Ý                | 2 (1982, 2024)                                           | 6 (1986, 1993, 1998, 2013, 2018, 2019) | 2 (1992, 2005)       |                      | 2 (2009, 2025)             | 12    |
| Anh              | 2 (2010, 2014)                                           | 2 (2007, 2017)                         | 2 (1984, 2002)       | 3 (2001, 2003, 2004) | 2 (2011, 2018)             | 11    |
| Thổ Nhĩ Kỳ       | 2 (1994, 2005)                                           |                                        |                      | 1 (1987)             | 3 (2008, 2010, 2017)       | 6     |
| Séc(4)           | 1 (1990)                                                 | 2 (2000, 2006)                         | 1 (1993)             | 1 (1999)             |                            | 5     |
| Ba Lan           | 1 (1993)                                                 | 1 (1999)                               | 1 (1990)             |                      | 2 (2012, 2023)             | 5     |
| Slovakia(4)      | 1 (1990)                                                 |                                        | 1 (1993)             |                      | 1 (2013)                   | 1     |
| Thụy Sĩ          | 1 (2002)                                                 |                                        |                      | 1 (1997)             | 1 (2009)                   | 3     |
| Cộng hòa Ireland | 1 (1998)                                                 |                                        |                      |                      |                            | 1     |
| Hy Lạp           |                                                          | 1 (1985)                               | 1 (1991)             | 2 (1996, 2000)       |                            | 4     |
| Đông Đức         |                                                          | 1 (1989)                               | 1 (1988)             | 2 (1985, 1986)       |                            | 4     |
| Serbia(5)        |                                                          | 1 (1990)                               | 1 (1982)             | 1 (1984)             | 2 (2022, 2024)             | 5     |
| Áo               |                                                          | 1 (1997)                               | 1 (2003)             | 1 (1994)             |                            | 3     |
| Đan Mạch         |                                                          | 1 (1994)                               |                      |                      | 2 (2011, 2024)             | 3     |
| Croatia          |                                                          |                                        | 1 (2001)             | 1 (2005)             |                            | 2     |
| Israel           |                                                          |                                        | 1 (1996)             |                      |                            | 1     |
| Ukraina          |                                                          |                                        | 1 (1994)             |                      |                            | 1     |
| Phần Lan         |                                                          |                                        |                      | 1 (1982)             |                            | 1     |
| Bỉ               |                                                          |                                        |                      |                      | 4 (2007, 2015, 2018, 2025) | 4     |
| Gruzia           |                                                          |                                        |                      |                      | 1 (2012)                   | 1     |
| Scotland         |                                                          |                                        |                      |                      | 1 (2014)                   | 1     |
| Thụy Điển        |                                                          |                                        |                      |                      | 1 (2013)                   | 1     |
| Tổng cộng        | 39                                                       | 40                                     | 24                   | 24                   | 32                         | 159   |

1 Không có trận tranh hạng 3 kể từ sau giải đấu năm 2006.
2 Được gọi là  Tây Đức cho đến năm 1990.
3 Bao gồm  Liên Xô.
4 Bao gồm  Tiệp Khắc.
5 Bao gồm  Nam Tư.

## Các quốc gia tham dự
- 1st – Vô địch
- 2nd – Á âun
- 3rd – Hạng 3
- 4th – Hạng 4
- SF – Bán kết
- 5th-6th - Hạng 5 và 6
- QF – Tứ kết
- GS – Vòng bảng
- q – Vượt qua vòng loại cho giải đấu sắp tới
- TBD – Chưa xác định
- ••  – Vượt qua vòng loại nhưng rút lui
- •  – Không vượt qua vòng loại
- ×  – Không tahm dự
- ×  – Rút lui / Bị cấm / Không được chấp thuận bởi  FIFA
- — Quốc gia không trực thuộc UEFA vào lúc đó
- — Quốc gia không tồn tại
- – Chủ nhà
- – Không trực thuộc FIFA

### Giải vô địch bóng đá U-16 châu Âu
| Quốc gia         | 1982 (4) | 1984 (4) | 1985 (16) | 1986 (16) | 1987 (16) | 1988 (16) | 1989 (16) | 1990 (16) | 1991 (16) | 1992 (16) | 1993 (16) | 1994 (16) | 1995 (16) | 1996 (16) | 1997 (16) | 1998 (16) | 1999 (16) | 2000 (16) | 2001 (16) | Tổng cộng |
| ---------------- | -------- | -------- | --------- | --------- | --------- | --------- | --------- | --------- | --------- | --------- | --------- | --------- | --------- | --------- | --------- | --------- | --------- | --------- | --------- | --------- |
| Albania          | ×        | ×        | ×         | ×         | ×         | ×         | ×         | ×         | •         | •         | •         | GS        | •         | •         | •         | ×         | •         | •         | •         | 1         |
| Áo               | •        | •        | •         | GS        | GS        | GS        | GS        | •         | •         | •         | •         | 4th       | GS        | GS        | 2nd       | •         | •         | •         | •         | 7         |
| Belarus          |          |          |           |           |           |           |           |           |           |           | ×         | QF        | •         | •         | •         | •         | •         | •         | •         | 1         |
| Bỉ               | •        | •        | •         | •         | •         | GS        | •         | GS        | •         | •         | QF        | GS        | QF        | •         | QF        | •         | •         | •         | •         | 6         |
| Bulgaria         | •        | •        | GS        | GS        | GS        | •         | GS        | •         | GS        | •         | •         | •         | •         | •         | •         | •         | •         | •         | •         | 5         |
| Croatia          |          |          |           |           |           |           |           |           |           |           |           | ×         | ×         | GS        | •         | GS        | GS        | •         | 3rd       | 4         |
| Síp              | ×        | ×        | •         | •         | •         | •         | •         | GS        | •         | GS        | •         | •         | •         | •         | •         | •         | •         | •         | •         | 2         |
| Séc              |          |          |           |           |           |           |           |           |           |           |           |           | QF        | •         | •         | •         | 4th       | 2nd       | •         | 3 (8)     |
| Tiệp Khắc        | •        | •        | •         | GS        | GS        | •         | •         | 1st       | •         | •         | 3rd       | GS        |           |           |           |           |           |           |           | 5         |
| Đan Mạch         | •        | •        | •         | GS        | GS        | •         | GS        | GS        | GS        | GS        | •         | 2nd       | •         | •         | •         | QF        | GS        | GS        | •         | 10        |
| Đông Đức         | •        | •        | 4th       | 4th       | GS        | 3rd       | 2nd       | GS        |           |           |           |           |           |           |           |           |           |           |           | 6         |
| Anh              | ×        | 3rd      | •         | •         | •         | •         | •         | •         | •         | •         | GS        | QF        | QF        | QF        | •         | •         | QF        | GS        | 4th       | 8         |
| Phần Lan         | 4th      | •        | •         | •         | •         | GS        | •         | •         | GS        | GS        | •         | •         | •         | •         | •         | GS        | GS        | GS        | GS        | 8         |
| Pháp             | •        | •        | GS        | GS        | 3rd       | GS        | 3rd       | GS        | 4th       | GS        | 4th       | •         | 4th       | 2nd       | •         | •         | •         | •         | 2nd       | 12        |
| Gruzia           |          |          |           |           |           |           |           |           |           |           | ×         | •         | •         | •         | GS        | •         | •         | •         | •         | 1         |
| Đức              |          |          |           |           |           |           |           |           | 2nd       | 1st       | •         | GS        | 3rd       | QF        | 3rd       | •         | 3rd       | QF        | QF        | 9 (15)    |
| Hy Lạp           | •        | •        | 2nd       | GS        | GS        | •         | GS        | •         | 3rd       | •         | GS        | •         | •         | 4th       | •         | QF        | GS        | 4th       | •         | 10        |
| Hungary          | •        | •        | GS        | •         | •         | GS        | •         | GS        | •         | GS        | QF        | •         | •         | •         | QF        | •         | GS        | GS        | GS        | 9         |
| Iceland          | •        | •        | GS        | •         | •         | •         | •         | •         | GS        | •         | GS        | GS        | •         | •         | GS        | GS        | •         | •         | •         | 6         |
| Israel           |          |          |           |           | GS        | ×         | •         | •         | •         | GS        | •         | •         | •         | 3rd       | GS        | QF        | QF        | GS        | •         | 7         |
| Ý                | 1st      | •        | GS        | 2nd       | 1st*      | •         | GS        | •         | •         | 3rd       | 2nd       | •         | GS        | •         | GS        | 2nd       | •         | •         | QF        | 11        |
| Liechtenstein    | ×        | ×        | ×         | ×         | ×         | ×         | •         | •         | •         | ×         | ×         | •         | •         | •         | •         | GS        | ×         | •         | •         | 1         |
| Hà Lan           | •        | •        | GS        | GS        | •         | •         | GS        | •         | •         | GS        | •         | •         | •         | •         | •         | •         | •         | 3rd       | GS        | 6         |
| Bắc Ireland      | ×        | ×        | ×         | •         | GS        | •         | •         | •         | •         | GS        | GS        | •         | •         | •         | GS        | •         | •         | •         | •         | 4         |
| Na Uy            | •        | •        | GS        | GS        | GS        | GS        | GS        | •         | •         | •         | •         | •         | GS        | •         | •         | GS        | •         | •         | •         | 7         |
| Ba Lan           | •        | •        | •         | •         | •         | •         | •         | 3rd       | GS        | •         | 1st       | •         | GS        | GS        | GS        | •         | 2nd       | GS        | GS        | 9         |
| Bồ Đào Nha       | •        | •        | GS        | GS        | GS        | 2nd       | 1st       | 4th       | GS        | 4th       | GS        | QF        | 1st       | 1st       | •         | 4th       | GS        | 1st       | •         | 15        |
| Cộng hòa Ireland | ×        | ×        | ×         | •         | •         | GS        | •         | •         | •         | GS        | GS        | GS        | •         | QF        | •         | 1st       | •         | GS        | •         | 7         |
| România          | •        | •        | •         | GS        | •         | GS        | GS        | •         | GS        | GS        | •         | •         | •         | GS        | •         | •         | •         | GS        | GS        | 8         |
| Nga              |          |          |           |           |           |           |           |           |           |           | GS        | QF        | •         | •         | •         | GS        | GS        | QF        | QF        | 6 (12)    |
| Scotland         | •        | •        | GS        | GS        | GS        | •         | GS        | GS        | •         | GS        | •         | •         | GS        | •         | •         | GS        | •         | •         | GS        | 9         |
| Slovakia         |          |          |           |           |           |           |           |           |           |           |           |           | GS        | GS        | QF        | •         | QF        | QF        | •         | 5         |
| Slovenia         |          |          |           |           |           |           |           |           |           |           |           | •         | GS        | •         | GS        | •         | •         | •         | •         | 2         |
| Liên Xô          | •        | 2nd      | 1st       | 3rd       | 2nd       | •         | GS        | •         | GS        | •         |           |           |           |           |           |           |           |           |           | 6 (12)    |
| Tây Ban Nha      | •        | •        | 3rd       | 1st       | •         | 1st       | 4th       | GS        | 1st       | 2nd       | QF        | GS        | 2nd       | GS        | 1st       | 3rd       | 1st       | QF        | 1st       | 16        |
| Thụy Điển        | •        | •        | GS        | GS        | •         | GS        | •         | GS        | GS        | •         | •         | •         | QF        | •         | •         | GS        | GS        | •         | •         | 8         |
| Thụy Sĩ          | •        | •        | •         | •         | •         | GS        | GS        | •         | GS        | •         | QF        | GS        | •         | GS        | 4th       | •         | GS        | •         | GS        | 9         |
| Thổ Nhĩ Kỳ       | ×        | •        | ×         | •         | 4th       | GS        | •         | GS        | •         | •         | GS        | 1st       | GS        | GS        | QF        | •         | •         | •         | QF        | 9         |
| Ukraina          |          |          |           |           |           |           |           |           |           |           | ×         | 3rd       | •         | GS        | GS        | GS        | •         | •         | •         | 4         |
| Tây Đức          | 2nd      | 1st      | GS        | •         | GS        | 4th       | •         | GS        |           |           |           |           |           |           |           |           |           |           |           | 6 (15)    |
| Nam Tư           | 3rd      | 4th      | GS        | •         | GS        | GS        | GS        | 2nd       | GS        | GS        | •         | ×         | •         | •         | •         | •         | •         | •         | •         | 9         |

### Giải vô địch bóng đá U-17 châu Âu (từ năm 2002)
| Quốc gia             | 2002 (16) | 2003 (8) | 2004 (8) | 2005 (8) | 2006 (8) | 2007 (8) | 2008 (8) | 2009 (8) | 2010 (8) | 2011 (8) | 2012 (8) | 2013 (8) | 2014 (8) | 2015 (16) | 2016 (16) | 2017 (16) | 2018 (16) | 2019 (16) | 2022 (16) | 2023 (16) | 2024 (16) | 2025 (8) | Tổng cộng (+trước đó) |
| -------------------- | --------- | -------- | -------- | -------- | -------- | -------- | -------- | -------- | -------- | -------- | -------- | -------- | -------- | --------- | --------- | --------- | --------- | --------- | --------- | --------- | --------- | -------- | --------------------- |
| Albania              | •         | •        | •        | •        | •        | •        | •        | •        | •        | •        | •        | •        | •        | •         | •         | •         | •         | •         | •         | •         | •         | GS       | 1 (2)                 |
| Áo                   | •         | 3rd      | GS       | •        | •        | •        | •        | •        | •        | •        | •        | GS       | •        | GS        | QF        | •         | •         | GS        | •         | •         | QF        | •        | 7 (14)                |
| Azerbaijan           | •         | •        | •        | •        | •        | •        | •        | •        | •        | •        | •        | •        | •        | •         | GS        | •         | •         | •         | •         | •         | •         | •        | 1                     |
| Belarus              | •         | •        | •        | GS       | •        | •        | •        | •        | •        | •        | •        | •        | •        | •         | •         | •         | •         | •         | •         | •         | •         | •        | 1 (2)                 |
| Bỉ                   | •         | •        | •        | •        | GS       | SF       | •        | •        | •        | •        | GS       | •        | •        | SF        | QF        | •         | SF        | 6th       | GS        | •         | •         | SF       | 9 (15)                |
| Bosna và Hercegovina | •         | •        | •        | •        | •        | •        | •        | •        | •        | •        | •        | •        | •        | •         | GS        | GS        | GS        | •         | •         | •         | •         | •        | 3                     |
| Bulgaria             | •         | •        | •        | •        | •        | •        | •        | •        | •        | •        | •        | •        | •        | GS        | •         | •         | •         | •         | GS        | •         | •         | •        | 2 (7)                 |
| Croatia              | •         | •        | •        | 4th      | •        | •        | •        | •        | •        | •        | •        | GS       | •        | GS        | •         | GS        | •         | •         | •         | GS        | GS        | •        | 6 (10)                |
| Síp                  | •         | •        | •        | •        | •        | •        | •        | •        | •        | •        | •        | •        | •        | •         | •         | •         | •         | •         | •         | •         | GS        | •        | 1 (3)                 |
| Séc                  | GS        | •        | •        | •        | 2nd      | •        | •        | •        | GS       | GS       | •        | •        | •        | GS        | •         | •         | •         | QF        | •         | •         | QF        | GS       | 8 (16)                |
| Đan Mạch             | QF        | GS       | •        | •        | •        | •        | •        | •        | •        | SF       | •        | •        | •        | •         | GS        | •         | GS        | •         | QF        | •         | SF        | •        | 7 (17)                |
| Anh                  | 3rd       | 4th      | 4th      | GS       | •        | 2nd      | •        | GS       | 1st      | SF       | •        | •        | 1st      | QF        | QF        | 2nd       | SF        | GS        | •         | 5th       | QF        | GS       | 17 (25)               |
| Quần đảo Faroe       | •         | •        | •        | •        | •        | •        | •        | •        | •        | •        | •        | •        | •        | •         | •         | GS        | •         | •         | •         | •         | •         | •        | 1                     |
| Phần Lan             | GS        | •        | •        | •        | •        | •        | •        | •        | •        | •        | •        | •        | •        | •         | •         | •         | •         | •         | •         | •         | •         | •        | 1 (9)                 |
| Pháp                 | 2nd       | •        | 1st      | •        | •        | SF       | 2nd      | GS       | SF       | GS       | GS       | •        | •        | 1st       | GS        | 5th       | •         | SF        | 1st       | 2nd       | GS        | 2nd      | 16 (28)               |
| Gruzia               | QF        | •        | •        | •        | •        | •        | •        | •        | •        | •        | SF       | •        | •        | •         | •         | •         | •         | •         | •         | •         | •         | •        | 2 (3)                 |
| Đức                  | QF        | •        | •        | •        | 4th      | 5th      | •        | 1st      | •        | 2nd      | 2nd      | •        | GS       | 2nd       | SF        | SF        | GS        | GS        | QF        | 1st       | •         | GS       | 15 (30)               |
| Hy Lạp               | •         | •        | •        | •        | •        | •        | •        | •        | GS       | •        | •        | •        | •        | GS        | •         | •         | •         | GS        | •         | •         | •         | •        | 3 (13)                |
| Hungary              | GS        | GS       | •        | •        | GS       | •        | •        | •        | •        | •        | •        | •        | •        | •         | •         | 6th       | •         | 5th       | •         | GS        | •         | •        | 6 (15)                |
| Iceland              | •         | •        | •        | •        | •        | GS       | •        | •        | •        | •        | GS       | •        | •        | •         | •         | •         | •         | GS        | •         | •         | •         | •        | 3 (9)                 |
| Israel               | •         | GS       | •        | GS       | •        | •        | •        | •        | •        | •        | •        | •        | •        | •         | •         | •         | GS        | •         | GS        | •         | ×         | •        | 4 (11)                |
| Ý                    | •         | GS       | •        | 3rd      | •        | •        | •        | SF       | •        | •        | •        | 2nd      | •        | QF        | GS        | GS        | 2nd       | 2nd       | QF        | GS        | 1st       | SF       | 13 (24)               |
| Liechtenstein        | •         | •        | •        | •        | •        | •        | •        | •        | ••       | •        | •        | •        | •        | •         | •         | •         | •         | •         | •         | •         | •         | •        | 0 (1)                 |
| Luxembourg           | •         | •        | •        | •        | GS       | •        | •        | •        | •        | •        | •        | •        | •        | •         | •         | •         | •         | •         | GS        | •         | •         | •        | 2                     |
| Malta                | •         | •        | •        | •        | •        | •        | •        | •        | •        | •        | •        | •        | GS       | •         | •         | •         | •         | •         | •         | •         | •         | •        | 1                     |
| Moldova              | GS        | •        | •        | •        | •        | •        | •        | •        | •        | •        | •        | •        | •        | •         | •         | •         | •         | •         | •         | •         | •         | •        | 1                     |
| Hà Lan               | GS        | •        | •        | 2nd      | •        | 6th      | SF       | 2nd      | •        | 1st      | 1st      | •        | 2nd      | GS        | SF        | QF        | 1st       | 1st       | 2nd       | GS        | •         | •        | 15 (21)               |
| Bắc Ireland          | •         | •        | GS       | •        | •        | •        | •        | •        | •        | •        | •        | •        | •        | •         | •         | •         | •         | •         | •         | •         | •         | •        | 1 (5)                 |
| Na Uy                | •         | •        | •        | •        | •        | •        | •        | •        | •        | •        | •        | •        | •        | •         | •         | GS        | QF        | •         | •         | •         | •         | •        | 2 (9)                 |
| Ba Lan               | GS        | •        | •        | •        | •        | •        | •        | •        | •        | •        | SF       | •        | •        | •         | •         | •         | •         | •         | GS        | SF        | QF        | •        | 5 (14)                |
| Bồ Đào Nha           | GS        | 1st      | 3rd      | •        | •        | •        | •        | •        | GS       | •        | •        | •        | SF       | •         | 1st       | •         | GS        | QF        | SF        | GS        | 2nd       | 1st      | 12 (27)               |
| Cộng hòa Ireland     | •         | •        | •        | •        | •        | •        | GS       | •        | •        | •        | •        | •        | •        | GS        | •         | QF        | QF        | GS        | •         | QF        | •         | •        | 6 (13)                |
| România              | •         | •        | •        | •        | •        | •        | •        | •        | •        | GS       | •        | •        | •        | •         | •         | •         | •         | •         | •         | •         | •         | •        | 1 (9)                 |
| Nga                  | •         | •        | •        | •        | 1st      | •        | •        | •        | •        | •        | •        | 1st      | •        | SF        | •         | •         | •         | GS        | ×         | ×         | ×         | ×        | 4 (16)                |
| Scotland             | •         | •        | •        | •        | •        | •        | GS       | •        | •        | •        | •        | •        | SF       | GS        | GS        | GS        | •         | •         | GS        | GS        | •         | •        | 7 (16)                |
| Serbia               |           |          |          |          |          | •        | GS       | •        | •        | GS       | •        | •        | •        | •         | GS        | GS        | GS        | •         | SF        | QF        | SF        | •        | 8 (19)                |
| Serbia và Montenegro | QF        | •        | •        | •        | GS       |          |          |          |          |          |          |          |          |           |           |           |           |           |           |           |           |          | 2 (11)                |
| Slovakia             | •         | •        | •        | •        | •        | •        | •        | •        | •        | •        | •        | SF       | •        | •         | •         | •         | •         | •         | •         | •         | GS        | •        | 2 (7)                 |
| Slovenia             | •         | •        | •        | •        | •        | •        | •        | •        | •        | •        | GS       | •        | •        | GS        | •         | •         | GS        | •         | •         | GS        | •         | •        | 4 (6)                 |
| Tây Ban Nha          | 4th       | 2nd      | 2nd      | •        | 3rd      | 1st      | 1st      | GS       | 2nd      | •        | •        | •        | •        | QF        | 2nd       | 1st       | QF        | SF        | QF        | SF        | GS        | •        | 16 (32)               |
| Thụy Điển            | •         | •        | •        | •        | •        | •        | •        | •        | •        | •        | •        | SF       | •        | •         | QF        | •         | QF        | GS        | GS        | •         | GS        | •        | 6 (14)                |
| Thụy Sĩ              | 1st       | •        | •        | GS       | •        | •        | GS       | SF       | GS       | •        | •        | GS       | GS       | •         | •         | •         | GS        | •         | •         | 6th       | •         | •        | 9 (18)                |
| Thổ Nhĩ Kỳ           | •         | •        | GS       | 1st      | •        | •        | SF       | GS       | SF       | •        | •        | •        | GS       | •         | •         | SF        | •         | •         | GS        | •         | •         | •        | 8 (17)                |
| Ukraina              | GS        | •        | GS       | •        | •        | GS       | •        | •        | •        | •        | •        | GS       | •        | •         | GS        | GS        | •         | •         | •         | •         | GS        | •        | 7 (11)                |
| Wales                | •         | •        | •        | •        | •        | •        | •        | •        | •        | •        | •        | •        | •        | •         | •         | •         | •         | •         | •         | GS        | GS        | •        | 2                     |

## Kết quả tại Giải vô địch bóng đá U-17 thế giới
- 1st – Vô địch
- 2nd – Á quân
- 3rd – Hạng 3
- 4th – Hạng 4
- QF – Tứ kết
- R2 – Vòng 2
- R1 – Vòng 1
- – Chủ nahf
- – Không trực thuộc UEFA
- q – Đã vượt qua vòng loại cho giải đấu tới

| Quốc gia         | 1985                | 1987                | 1989                | 1991                | 1993                       | 1995                       | 1997                       | 1999                       | 2001                       | 2003                       | 2005                       | 2007                       | 2009                       | 2011                       | 2013                       | 2015                       | 2017                       | 2019                       | 2023                       | 2025                       | Tổng cộng |
| ---------------- | ------------------- | ------------------- | ------------------- | ------------------- | -------------------------- | -------------------------- | -------------------------- | -------------------------- | -------------------------- | -------------------------- | -------------------------- | -------------------------- | -------------------------- | -------------------------- | -------------------------- | -------------------------- | -------------------------- | -------------------------- | -------------------------- | -------------------------- | --------- |
| Áo               |                     |                     |                     |                     |                            |                            | R1                         |                            |                            |                            |                            |                            |                            |                            | R1                         |                            |                            |                            |                            | q                          | 3         |
| Bỉ               |                     |                     |                     |                     |                            |                            |                            |                            |                            |                            |                            | R1                         |                            |                            |                            | 3rd                        |                            |                            |                            | q                          | 3         |
| Croatia          | Một phần của Nam Tư | Một phần của Nam Tư | Một phần của Nam Tư | Một phần của Nam Tư | Một phần của Nam Tư        |                            |                            |                            | R1                         |                            |                            |                            |                            |                            | R1                         | QF                         |                            |                            |                            | q                          | 4         |
| Séc              |                     |                     |                     |                     | QF                         |                            |                            |                            |                            |                            |                            |                            |                            | R1                         |                            |                            |                            |                            |                            | q                          | 3         |
| Đan Mạch         |                     |                     |                     |                     |                            |                            |                            |                            |                            |                            |                            |                            |                            | R1                         |                            |                            |                            |                            |                            |                            | 1         |
| Đông Đức         |                     |                     | QF                  |                     | Tái thống nhất với Tây Đức | Tái thống nhất với Tây Đức | Tái thống nhất với Tây Đức | Tái thống nhất với Tây Đức | Tái thống nhất với Tây Đức | Tái thống nhất với Tây Đức | Tái thống nhất với Tây Đức | Tái thống nhất với Tây Đức | Tái thống nhất với Tây Đức | Tái thống nhất với Tây Đức | Tái thống nhất với Tây Đức | Tái thống nhất với Tây Đức | Tái thống nhất với Tây Đức | Tái thống nhất với Tây Đức | Tái thống nhất với Tây Đức | Tái thống nhất với Tây Đức | 1         |
| Anh              |                     |                     |                     |                     |                            |                            |                            |                            |                            |                            |                            | QF                         |                            | QF                         |                            | R1                         | 1st                        |                            | R2                         | q                          | 6         |
| Phần Lan         |                     |                     |                     |                     |                            |                            |                            |                            |                            | R1                         |                            |                            |                            |                            |                            |                            |                            |                            |                            |                            | 1         |
| Pháp             |                     | QF                  |                     |                     |                            |                            |                            |                            | 1st                        |                            |                            | QF                         |                            | QF                         |                            | R1                         | R2                         | 3rd                        | 2nd                        | q                          | 9         |
| Đức              | 2nd                 |                     |                     | QF                  |                            | R1                         | 4th                        | R1                         |                            |                            |                            | 3rd                        | R2                         | 3rd                        |                            | R2                         | QF                         |                            | 1st                        | q                          | 12        |
| Hungary          | QF                  |                     |                     |                     |                            |                            |                            |                            |                            |                            |                            |                            |                            |                            |                            |                            |                            | R1                         |                            |                            | 2         |
| Ý                | R1                  | 4th                 |                     | R1                  | R1                         |                            |                            |                            |                            |                            | R1                         |                            | QF                         |                            | R2                         |                            |                            | QF                         |                            | q                          | 9         |
| Hà Lan           |                     |                     |                     |                     |                            |                            |                            |                            |                            |                            | 3rd                        |                            | R1                         | R1                         |                            |                            |                            | 4th                        |                            |                            | 4         |
| Ba Lan           |                     |                     |                     |                     | 4th                        |                            |                            | R1                         |                            |                            |                            |                            |                            |                            |                            |                            |                            |                            | R1                         |                            | 3         |
| Bồ Đào Nha       |                     |                     | 3rd                 |                     |                            | QF                         |                            |                            |                            | QF                         |                            |                            |                            |                            |                            |                            |                            |                            |                            | q                          | 4         |
| Cộng hòa Ireland |                     |                     |                     |                     |                            |                            |                            |                            |                            |                            |                            |                            |                            |                            |                            |                            |                            |                            |                            | q                          | 1         |
| Nga              |                     | 1st                 |                     |                     |                            |                            |                            |                            |                            |                            |                            |                            |                            |                            | R2                         | R2                         |                            |                            |                            |                            | 3         |
| Scotland         |                     |                     | 2nd                 |                     |                            |                            |                            |                            |                            |                            |                            |                            |                            |                            |                            |                            |                            |                            |                            |                            | 1         |
| Slovakia         |                     |                     |                     |                     |                            |                            |                            |                            |                            |                            |                            |                            |                            |                            | R1                         |                            |                            |                            |                            |                            | 1         |
| Tây Ban Nha      |                     |                     |                     | 2nd                 |                            | R1                         | 3rd                        | R1                         | R1                         | 2nd                        |                            | 2nd                        | 3rd                        |                            |                            |                            | 2nd                        | QF                         | QF                         |                            | 11        |
| Thụy Điển        |                     |                     |                     |                     |                            |                            |                            |                            |                            |                            |                            |                            |                            |                            | 3rd                        |                            |                            |                            |                            |                            | 1         |
| Thụy Sĩ          |                     |                     |                     |                     |                            |                            |                            |                            |                            |                            |                            |                            | 1st                        |                            |                            |                            |                            |                            |                            | q                          | 2         |
| Thổ Nhĩ Kỳ       |                     |                     |                     |                     |                            |                            |                            |                            |                            |                            | 4th                        |                            | QF                         |                            |                            |                            | R1                         |                            |                            |                            | 3         |

Năm 2023, đội U17 Đức trở thành đội tuyển thuộc UEFA đầu tiên ở lứa tuổi này giành chức vô địch châu Âu và thế giới với cùng một lứa cầu thủ.